# 苏元站
蘇元站是广州地铁6號線和21號綫的换乘站，位於中国广东省广州市黄埔区開創大道、科豐路和水西路口的地底。2016年12月28日隨六號線二期開通而啟用，2019年12月20日随21号线剩余段开通而成为换乘车站。

## 车站結構

### 車站樓層
本站共有三層。地面為開創大道、科豐路、水西路，蘿崗萬達廣場，以及其它小區或建築。地下一層為站廳，地下二層為6號線月台，地下三層為21號線月台。
| 地下一层 | 站廳                       | 售票機、客服中心、警务室、安检设施                  |  |  |
| 地下二层 | 2 站台                     | █6号线 潯峰崗方向（下站：暹岗）                     |  |  |
|          | 岛式站台（卫生间）         |                                                     |  |  |
|          | 1 站台                     | █6号线 香雪方向（下站：蘿崗）                       |  |  |
| 夹层     | 换乘平台                   | 來往 █6号线 █21号线 两线站台                        |  |  |
| 地下三层 | 4 站台                     | █21号线 天河公园方向（下站：科学城 / 快车：神舟路） |  |  |
|          | 岛式站台（卫生间、母婴室） |                                                     |  |  |
|          | 3 站台                     | █21号线 增城广场方向（下站：水西）                  |  |  |

### 站厅
苏元站站厅呈“ナ”字型布置，南北向部分為21號線，東西向部分為6號線，21号线站廳被6號線站廳分開為南北兩個部分。目前站厅設有售票機、自动售卡/充值机、客務中心等设施。同时设有便利店，以及自动照相机、自动贩卖机等设施。
为方便行人进出以及方便两线的站厅换乘，目前6号线站厅区域南侧，21号线北侧中央、南侧偏东部分被划分为收费区。收费区内6号线站厅部分设有4条扶手电梯、3条楼梯和1台专用电梯供乘客来往于站厅及6号线站台层，21号线站厅部分在南北两侧分别设有2台扶手电梯和1条楼梯连接21号线站台层。
另外，21号线站厅北端另外劃出了一個付費區供一部直达21号线月台的升降机使用；与一德路站和大学城南站不同的是，该付费区除了设有免费专用通道外供乘客进出外，还设有3个标准闸机和1个阔闸机供乘客进出。

### 月台以及换乘
本站6號線和21號線各自設有一個島式月台，6号线站台位於開創大道地底，21號線月台位於科豐路和水西路地底。6號線在上層，21號線在下層。
另外，本站6号线站台和21号线站均设有卫生间，其中6号线设于站台东端，21号线则设于站台南端。而母婴室亦设于21号线站台卫生间旁。
换乘方面，兩線站台通過夹层的換乘平台，分别连接6號綫月台西端及21號綫月台中央，供乘客换乘于两线。另外亦可繞經站廳进行换乘。
本站6号线站台东侧及21号线站台南侧各自设有一条单渡线，均可供兩線列車在線路出現故障時於本站折返，並以本站為臨時總站。同時東南邊設有6號線和21號線的聯絡線。

### 出入口
蘇元站目前共设有4个出入口；其中B出入口另配备升降机，方便有需要人士进出车站。
此外，车站D出入口通道处另设有通往萝岗万达广场的通道。
|                                           |                                                       |      |          | |
|                                           |                                                       |      |          | |
| 編號                                      | 设施                                                  | 照片 | 出口指示 | 建議前往的目的地                                                                                         |
| A                                         | 盲道标志 · 扶手电梯标志                               |      | 水西路   | 黃埔區執法綜合樓、廣州市第二中學高中部、地铁蘇元站（暹崗圣贤）公交车站（西行）、水西路南公交车站（南行） |
| B                                         | 盲道标志 · 无障碍通道标志 · 升降机标志 · 扶手电梯标志 |      | 開創大道 | 科豐路、新陽西路、中山大學附屬第三醫院岭南醫院、開創大道（中大岭南醫院站）公交车站（東行）               |
| C                                         | 扶手电梯标志                                          |      | 開創大道 | 匯星路、廣州市公安局黃埔區分局、蘿崗兒童公園、開創大道（中大岭南醫院站）公交车站（西行）                 |
| D                                         | 扶手电梯标志                                          |      | 开创大道 | 科丰路、大壮名城、地铁蘇元站（暹崗圣贤）公交车站（東行）                                                 |
| 註： 設有 \| 設有 \| 設有 \| 設有扶手電梯 |                                                       |      |          | |

## 接駁交通
苏元站附近有多个公交车站，包括地铁苏元站（暹岗圣贤）站、水西路南站、萝岗万达广场总站等。
| 公交线路 \| 编号 \| 编号 \| 线路 \| 线路 \| 线路 \| 收费 \| 备注 \| \| ---- \| ------------------- \| ------------------------ \| --------------------- \| ---------------------- \| --------------------- \| ---------------------------------------------------------------------- \| \| \| 324 \| 黄埔体育中心 \| ⇆ \| 联和（惠联路） \| 3元 \| \| \| \| 333 \| 大观路北（大观湿地公园） \| ⇆ \| 科学城南部公交场 \| 2元 \| 30分/班 \| \| \| 334 \| 萝岗万达广场 \| ⇆ \| 南岗（国际玩具礼品城） \| 2元 \| 不大于15–30分/班 \| \| \| 366 \| 水西路 \| ⇆ \| 荔湖城 \| 3元 \| 不大于30–60分/班 \| \| \| 371 \| 科学城彩频路 \| ⇆ \| 创盈路西 \| 3元 \| 30–60分/班 \| \| \| 371A \| 已于2024年8月24日停办 \| 已于2024年8月24日停办 \| 已于2024年8月24日停办 \| 已于2024年8月24日停办 \| 已于2024年8月24日停办 \| \| \| 391 \| 聯和（惠联路） \| ⇆ \| 中海誉城 \| 2元 \| 不大于15–30分/班 \| \| \| 395 \| 已于2025年3月1日停办 \| 已于2025年3月1日停办 \| 已于2025年3月1日停办 \| 已于2025年3月1日停办 \| 已于2025年3月1日停办 \| \| \| 506 \| 科韵路 \| ⇆ \| 永和（万科里享家） \| 3元 \| \| \| \| 573 \| 黄埔低空经济创新中心 \| ⇆ \| 家和天曜 \| 2元 \| \| \| \| 575 \| 萝岗万达广场 \| ⇆ \| 穗港码头 \| 3元 \| \| \| \| 943 \| 萝岗香雪（梅花世界） \| ⇆ \| 黄埔东路（石化南路） \| 2元 \| 萝岗香雪（梅花世界）方向经水西路中，黄埔东路（石化南路）方向经香雪山南 \| \| \| 944 \| 萝岗香雪（梅花世界） \| ⇆ \| 奥林匹克体育中心 \| 2元 \| \| \| \| 946 \| 广汕路（科景路口） \| ⇆ \| 南岗 \| 2元 \| \| \| \| 夜51 \| 车陂 \| ⇆ \| 萝岗香雪（梅花世界） \| 4元 \| 574路附属线路 \| \| \| 夜104 \| 黄埔东路（石化南路） \| ⇆ \| 萝岗香雪（梅花世界） \| 3元 \| 经地铁萝岗站 339路附属线路 \| \| \| 科学城3号交通专线K3 \| 广东国防教育基地 \| ↻ \| 萝岗行政执法综合楼 \| 2元 \| \| |                     |                          |                       |                        |                       |                                                                        |
| 编号 | 编号                | 线路                     | 线路                  | 线路                   | 收费                  | 备注                                                                   |
| | 324                 | 黄埔体育中心             | ⇆                     | 联和（惠联路）         | 3元                   |                                                                        |
| | 333                 | 大观路北（大观湿地公园） | ⇆                     | 科学城南部公交场       | 2元                   | 30分/班                                                                |
| | 334                 | 萝岗万达广场             | ⇆                     | 南岗（国际玩具礼品城） | 2元                   | 不大于15–30分/班                                                       |
| | 366                 | 水西路                   | ⇆                     | 荔湖城                 | 3元                   | 不大于30–60分/班                                                       |
| | 371                 | 科学城彩频路             | ⇆                     | 创盈路西               | 3元                   | 30–60分/班                                                             |
| | 371A                | 已于2024年8月24日停办    | 已于2024年8月24日停办 | 已于2024年8月24日停办  | 已于2024年8月24日停办 | 已于2024年8月24日停办                                                  |
| | 391                 | 聯和（惠联路）           | ⇆                     | 中海誉城               | 2元                   | 不大于15–30分/班                                                       |
| | 395                 | 已于2025年3月1日停办     | 已于2025年3月1日停办  | 已于2025年3月1日停办   | 已于2025年3月1日停办  | 已于2025年3月1日停办                                                   |
| | 506                 | 科韵路                   | ⇆                     | 永和（万科里享家）     | 3元                   |                                                                        |
| | 573                 | 黄埔低空经济创新中心     | ⇆                     | 家和天曜               | 2元                   |                                                                        |
| | 575                 | 萝岗万达广场             | ⇆                     | 穗港码头               | 3元                   |                                                                        |
| | 943                 | 萝岗香雪（梅花世界）     | ⇆                     | 黄埔东路（石化南路）   | 2元                   | 萝岗香雪（梅花世界）方向经水西路中，黄埔东路（石化南路）方向经香雪山南 |
| | 944                 | 萝岗香雪（梅花世界）     | ⇆                     | 奥林匹克体育中心       | 2元                   |                                                                        |
| | 946                 | 广汕路（科景路口）       | ⇆                     | 南岗                   | 2元                   |                                                                        |
| | 夜51                | 车陂                     | ⇆                     | 萝岗香雪（梅花世界）   | 4元                   | 574路附属线路                                                          |
| | 夜104               | 黄埔东路（石化南路）     | ⇆                     | 萝岗香雪（梅花世界）   | 3元                   | 经地铁萝岗站 339路附属线路                                             |
| | 科学城3号交通专线K3 | 广东国防教育基地         | ↻                     | 萝岗行政执法综合楼     | 2元                   |                                                                        |

## 利用状况
苏元站週邊为住宅区及村落、商场、萝岗儿童公园、医院以及黄埔区政府机构。由于乘坐6号线前往市区较远，同时该处有公交线路经由天河前往黄村站换乘地铁前往市区各地，因此在本站开通初期客流一般。
21号线后通段通车后，本站成为换乘车站，亦吸引了原来利用6号线来往市区的乘客在本站换乘21号线前往广州市区，以避开6号线沿途上车的客流而造成的车内客流拥挤。同时亦吸引部分乘客通过本站出入闸乘坐21号线前往广州市区。在21号线后通段开通之前的2019年12月14日，本站的总客流只有8,929人次，开通之后的2019年12月21日则暴涨9倍至73,162人次，其中接近八成为换乘客流（56,206人次）。

## 車站历史
本站最早出現在2003年的地鐵規劃中，為4號線在開創大道上的中途站之一。2006年，蘿崗區選擇直接通往廣州市區的6號線來連接蘿崗中心區，規劃6號線二期從高塘石站大幅往東延伸，取代4號線開創大道一段；4號線則改為沿科豐路、水西路北上，在本站與6號線換乘，並把車站命名為暹崗站。2010年底，原4號線北延段規劃更改為21號線，本站成為6號線和21號線的換乘站。2011年9月，廣州市民政局公示6號線蘿崗段初定站名，本站更名為苏元站，“苏元”取自邻近的苏元山。
6號線二期工程萝岗段于2012年8月開工建造。車站在最初設計時僅按照普通中途站設計，動工後才確定需要為21號線預留換乘條件，因此緊急停工更改了設計，預留換乘21號線的節點。6号线车站主體結構于2015年4月完成主体围护结构施工，同年12月29日封頂。
21号线车站部分于2016年5月正式开工建设，2016年10月29日完成浇筑首块底板，2017年8月5日实现主体结构完工封顶。
2016年12月28日，本站隨6號線二期開通試運營而啟用。2019年12月20日，21号线车站部分正式启用，本站成为换乘车站。